# ريتشارد إم. ليونارد
ريتشارد إم. ليونارد (بالإنجليزية: Richard M. Leonard)‏ هو محامي أمريكي، ولد في 22 أكتوبر 1908 في إليريا في الولايات المتحدة، وتوفي في 31 يوليو 1993 في بيركيلي في الولايات المتحدة.